# Igor Miović
Igor Miović (Kirin Serbia: Игор Миовић; tiếng Trung: 摩域治; sinh ngày 31 tháng 3 năm 1986 ở Smederevo) là một hậu vệ bóng đá người Serbia thi đấu cho câu lạc bộ tại Giải bóng đá ngoại hạng Hồng Kông Hong Kong Rangers.
Trước đây anh từng thi đấu với FK Smederevo, FK Železničar Smederevo, INON Požarevac và câu lạc bộ tại Giải bóng đá hạng nhất quốc gia Hồng Kông Sun Pegasus.

## Sự nghiệp câu lạc bộ

### Sun Pegasus
Ngày 11 tháng 1 năm 2013, Miović gia nhập câu lạc bộ tại Giải bóng đá hạng nhất quốc gia Hồng Kông Sun Pegasus với mức giá không tiết lộ.  Miović có màn ra mắt cho Sun Pegasus ngày 2 tháng 2 năm 2013 trong trận đấu trước South China, với kết quả hòa 1–1.  Anh ghi bàn thắng đầu tiên cho Sun Pegasus ngày 16 tháng 2 năm 2013 tại Cúp FA trước Tuen Mun – a campaign in which Sun Pegasus finished as runners-up.
Ngày 14 tháng 9 năm 2013, Miović netted a brace for the first time in his professional career in a thrilling 5–3 victory trước South China.

### Hong Kong Rangers
Ngày 27 tháng 6 năm 2017, Miovć ký hợp đồng với Hong Kong Rangers after a six month stint với Hồng Kông Sapling.

## Danh hiệu
- Giải bóng đá hạng nhất quốc gia Hồng Kông Team of the Year: 2013–14